# Vármegye

A vármegye a Magyar Királyság közigazgatásának alapvető területi egysége

A vármegye (latinul: comitatus) vagy megye a magyar közigazgatás alapvető területi egysége. A két elnevezés 1950 előtt párhuzamosan volt használatban, felcserélhetők voltak egymással. 1950-től 2022-ig a megye, 2023-tól a vármegye a hivatalos megjelölés.
A második világháború végéig a hivatalos elnevezés a vármegye volt, de ennek szinonimájaként széles körben használták a megye szót is, sőt, ez törvények és egyéb jogszabályok szövegében is előfordult. Az 1949. augusztus 18-án elfogadott 1949. évi XX. törvény, azaz a Magyar Népköztársaság új, szovjet mintára megalkotott Alkotmánya hivatalossá tette a „megye” megnevezést, és ettől kezdve csak történeti megjelölésekben fordult elő a „vármegye” szó.
A mai vármegyerendszer Magyarország mintegy ezer éve fennálló, területi beosztását és szervezeti rendjét tekintve sokszor és sokat változó, közigazgatási területi beosztásának legújabb szakasza. Az 1950-es megyerendezés és a tanácsrendszer bevezetése melyben a vármegyék területi beosztását módosították, és az önkormányzati rendszer 1990-es létrejötte tekinthető éles határvonalnak a megyerendszer fejlődésében, ezért a külön tárgyalást a jelenkori állapot és a megelőző történeti fejlődés különálló bemutatásának igénye indokolja.
A főispán volt a vármegye feje; közvetlenül utána az alispán foglalta el a második helyet fontossági sorrendben, majd a vármegye főjegyzője következett; közigazgatási, igazságszolgáltatási valamint kormányzási teendőket láttak el egyszerre a maguk különböző szintjén. A főispánt a király nevezte ki, az alispánt és főjegyzőt a vármegye nemessége választotta meg. A vármegye különböző járásokra volt felosztva, ezeket egyenként egy főszolgabíró kormányozta; szintén választotta őket a vármegye nemessége, a vármegyei törvényhatóságnak kültisztviselői voltak, és az alispánnal közvetlenül érintkeztek.

## A királyi vármegye
A királyi vármegye a 10. században kezdett kialakulni, István király a rendszerét kiterjesztette az egész országra, majd tovább alakult a 12. századig.
A nemzetségi birtokok 12–14. századi állapota alapján kikövetkeztethető, hogy István király a korábbi nemzetségi terület egyharmadát meghagyta a helyi nemzetség kezében mint magánbirtokot, a kétharmad részből pedig királyi udvari birtok, és az ispán kezelésébe és haszonélvezetébe tartozó várbirtok vagy egyházi birtok lett.
Az udvari és a várbirtok aránya is kétharmad-egyharmad volt. Ezek együtt alkottak egy-egy az ispán igazgatása alá tartozó királyi vármegyét. István király maga mintegy 48 vármegyét hozott létre, számuk később gyarapodott.
A királyi vármegyerendszer akkor rendült meg, amikor az udvarbirtokok adományozását követően II. András idején megindult a rendszert gerincét alkotó várbirtokok eladományozása is, mert bár az előbbiek voltak többségben de az utóbbiak adták a megyei hadszervezet gazdasági alapját. A 13. században a királyi vármegyerendszer lényegében felbomlott és szerepét a nemesi vármegye vette át. A folyamatnak az Aranybulla volt az egyik mérföldköve.

### A megye szó jelentése és eredete
A megye szó délszláv jövevényszó a magyarban, rokona a mesgye szónak, és visszavezethető arra az indoeurópai szóra, amelyből a latin medius, „középső” is ered. Györffy György szerint a megye szó az ősszláv media „közép” hasonló hangzású szlovén, mezsgye szavunk pedig ezek bolgár-szláv mezsda alakjából ered. A szó semmilyen szláv nyelvben nem jelent megyét, csak határt, a körülhatárolt terület jelentést csak a magyar vár szóval, a magyar nyelvben vette fel. Ezt bizonyítja, hogy István király 1009-es oklevele négy várat rendelt a „határaival” együtt (quatuor civitates ...cum...terminis et finibus) az ekkor alapított pécsi püspökség alá. A határleírás alapján világos, hogy a vár határa a vármegyét jelenti, tehát a megye szó eredeti jelentése a magyar nyelvben „határ”. Okleveles adatok szerint a megye szó a középkorban a magyar nyelvben csak határ jelentésű volt (pl. 1254: per quendam limitem, qui vulgariter mege vocatur – a „határ” jelentésű limit, és nem a közigazgatási egységként használt comitatus fordításaként szerepel).
A Czuczor Gergely és Fogarasi János szerkesztette és írta A magyar nyelv szótára a megyét a megy szóból származtatta, és azt állította, hogy a szláv nyelvek vették át a magyarból, de etimológiai szempontból ez a mű nem megbízható.

### Az ispán és a várszervezet
Közigazgatási feladata mellett az ispán bírói jogokat is gyakorolt, de ez alól kivételt képeztek talán kezdettől az egyházi birtokok, amelyek az egyház és nagyon korán az udvari birtokok, amelyek az udvarispán (nádor) bírói hatáskörébe kerültek.
Az ispán vezette a megyei hadsereget, amiben a hadnagy (maior exercitus) segítette. Segítségére volt még az ispáni központ gondviselője, a várnagy (maior castri) és a bíráskodásban a királybíró, eredetileg talán várbíró. A megyei hadat az ispán vagy a hadnagy vezette várjobbágyok (miles, iobagio castri) alkották, a létszám 1168-ban 400 fő volt megyénként. A várjobbágyok közé tartoztak a „száznagyok” (centurio) és „tizedesek” (decurio) is, akik azonban nem katonák hanem a várbirtok szolga állapotú szakosodott ellátó várnépei élén álltak, akik hasonló szolgáltatásokat végeztek, mint a királyi udvarházak szervezetében az udvari népek. A vásári rendtartásban az ispán megbízottja volt az ispán ércpecsétjét hordozó billogos, akinek feladata volt többek között az is, hogy a templom helyett a vásárt látogatót megbüntesse.
Sokoldalú rendőri és hírvivő feladatokat láttak el az őrnek nevezett – tizedekbe és századokba osztott – várnépek, akiket türk eredetű szóval „csősz” (a török csauszból, latin praeco) vagy szláv eredetű szavakkal „börtön” (sic!) és „várkajátó” néven is emlegettek. A várkapu őrei a kapusok (ianitor, custos portae)
Kezdetben tehát a legnagyobb területet a megyéből az udvarbirtok foglalta el, de a lelke a várbirtokot igazgatásilag, bíróilag és gazdaságilag is összefogó, az ispán által vezetett fent leírt várispánság volt.

### Határispánság és határvármegye
A határispánság (magyar latinság: comitatus confinii; európai latinság: marchia) és a határispán (magyar latinság: comes confinii; európai latinság: marchio, comes marchae, dux) feladata a többi ispánétól eltérően elsősorban a határvédelem, a határon a személy- és áruforgalom, a kereskedelem ellenőrzése volt.
A határvárak általában nem régi nemzetségi várak voltak, mint a rendes vármegyék esetén, hanem az országból kivezető utak mentén a magyar–szláv etnikai határon újonnan épített földvárak. A határvármegye két részre oszlott, belső lakott és külső lakatlan vagy gyéren lakott részekre.
A kettőt az akadályokkal teletűzdelt gyepű választotta el, amin az átjárhatóságot akadálymentes részek, kapuk biztosították (lásd Kapuvár). A gyepűn kívüli lakatlan rész volt a gyepűelve. Határispánságok ott létesültek, ahol a gyepűelve keskeny volt, azaz közvetlen volt az érintkezés a szomszéd népekkel.
Az országot nem egyetlen gyepű határolta, a rendszert mélységében tagolt külső és belső gyepűk (pl. Rába parti besenyők) alkották.
A fegyveres személyzetet a várnépek közé sorolt, az őrnagy (maior speculatorum) – maga várjobbágy – vezette őrök adták. Az őrök békeidőben vámosi feladatokat is elláttak, külső támadás esetén fel kellett tartaniuk az ellenséget egy ideig, és értesíteniük kellett az ispánt és a királyt a támadásról. Közéjük tartoztak a lövők, portyázó lovas könnyűíjászok, akik többnyire a katonai segédnépek – székely vagy besenyő – közül kerültek ki. Az őrök és lövők emlékét őrzik az olyan helynevek, mint Zalalövő, Lövérek, Őrség, Őrvidék.
Újonnan létrehozott határispánság esetén területét esetleg nem egyetlen már létező vármegyétől vették el, hogy annak gazdasági és katonai teljesítőképességét ne rontsák túlságosan, hanem szétszórtan, több belső megyétől is csatoltak a határvárhoz várföldeket, várfalvakat. Ezért a határispánság területe nem volt feltétlenül összefüggő.
Okleveles adatok híján a vármegyéhez való jogi viszonya sem tisztázott.
Határispánságok a 11. században általános vélemény szerint feltétlenül léteztek, a következő két évszázadban megszűntek vagy beolvadtak a királyi vármegyerendszerbe. Megszűnt határispánság székhelye volt Bolondóc, Galgóc, Szolgagyőr, Locsmánd. Bolgyánt is így említik; felmerült, hogy esetleg az egész Szerémség régi neve ez volt. Sasvár esetén felvetették, hogy mivel 14. századi említésű, székely kötődésű, esetleg az Ugocsa vármegyebeli Sásvárt jelenti. Karakó is létező várispánság volt. Váty esetében felmerült, hogy Géza fejedelem létesítette a Koppány elleni védekezésül, hogy védje vele a Pécs körüli fejedelmi szállásokat.
Ismert magyarországi várispánságok, amelyekből nem lett vármegye:
- Bánya várispánság
- Bolgyán várispánság
- Bolondóc várispánság
- Galgóc várispánság
- Karakó várispánság
- Kovázd várispánság
- Locsmánd várispánság
- Sasvár várispánság
- Sempte várispánság
- Szolgagyőr várispánság
- Váty várispánság

### Erdőispánság
Egyes királyi erdőuradalmak területén erdőispánságokat szerveztek, élükön az erdőispánnal (procurator vagy pl. bakonyi ispán ~ comes de Bakon). Számuk 1200 körül szaporodott meg, de az ország belső területein levők már korábban létrejöhettek. Az erdőispánsághoz csatolták a terület szolgáltatónépeit, de várszervezet, magánbirtok, egyházi birtok itt nem volt.
Az erdőispánság független volt a szomszédos vármegyei szervezettől. A 14–15. században egyes erdőispánságok önálló vármegyévé váltak, mások adományozás útján magánkézbe kerülve beolvadtak a szomszédos vármegyébe.

## A nemesi vármegye
A köznemesség megerősödésével a vármegye irányítása is átalakult. Az ispánt (később főispánt) ugyan továbbra is a király nevezte ki, de az alispánt és az először 1232-ben említett szolgabírákat a nemesség választotta. A szolgabírónak a szerviensek vitáinak eldöntéséből induló funkciója később őt a vármegye fontos tisztviselőjévé tette. Eleinte megyénként általában négy szolgabírót választottak. Később a járások 16-18. századi kialakulásával járásonként egy főszolgabírót és néhány alszolgabírót.
A rendi országgyűlésre a vármegyék követeket küldhettek.

## A parasztvármegye
A parasztvármegye a nemesi vármegye pótléka, a parasztság önvédelmi szervezete volt a közbiztonság fenntartása érdekében a török hódoltság idején és még ezután is rövid ideig a 16–18. század idején. Főleg a hódoltsági területen a hadjáratok útvonalán és a peremvidékeken működött, ahol a nemesi vármegye intézményei nem működtek, vagy nem voltak elég hatékonyak. Törvények is segítették működésüket, amik bizonyos esetekben lehetővé tették a jobbágyoknak, hogy leszámoljanak a kóborló és fosztogató katonákkal és szabad hajdúkkal (1532: 32. tc., 1597: 24. tc, 1598: 29. tc.).
A szomszéd falvak összefogásából nőtt ki, a 16-17. század fordulóján kezdett intézményesülni, amikor egy-egy járás küldöttei megbeszélésekre gyűltek össze. A környék tekintélyesebb emberei közül hadnagyokat és kapitányokat választottak a nagyobb, tizedeseket a kisebb egységek élére. A közös gyűléseken bírói ítélkezéseket is tartottak.
A nemesi vármegyék a 17. században kezdték visszanyerni befolyásukat a hódoltsági területek felett is, ekkor szerették volna a parasztvármegyéket is maguk alá rendelni, különösen a Császár Péter-féle felkelés (1631-32) után. 1649-ben Heves, Nógrád, Pest-Pilis-Solt-Kiskun vármegyék közös utasításukban a parasztvármegyéket maguk alá rendelték, a paraszthadnagyok kinevezési jogát az alispán kezébe adták. Megpróbálták a parasztvármegyét mintegy „önkéntes rendőrséggé” alakítani az irányításuk alatt, ami végül a hódoltság befejeződése után vezetett sikerre, a paraszthadnagyok és tizedesek vármegyei alkalmazottak lettek. Feladatukat a 18-19. század fordulóján a csendbiztosok és pandúrok vették át.

## A polgári vármegye

### A kiegyezés után
A kiegyezés után, 1870-ben végrehajtott reform – többek között – elválasztotta egymástól a bíráskodást és a közigazgatást, és beillesztette a vármegyéket a modern polgári közigazgatás rendszerébe.
A területi beosztást nagy mértékben megváltoztatta az 1876-77-ben megvalósított megyerendezés.

### A trianoni békeszerződéstől az 1950-es megyerendezésig

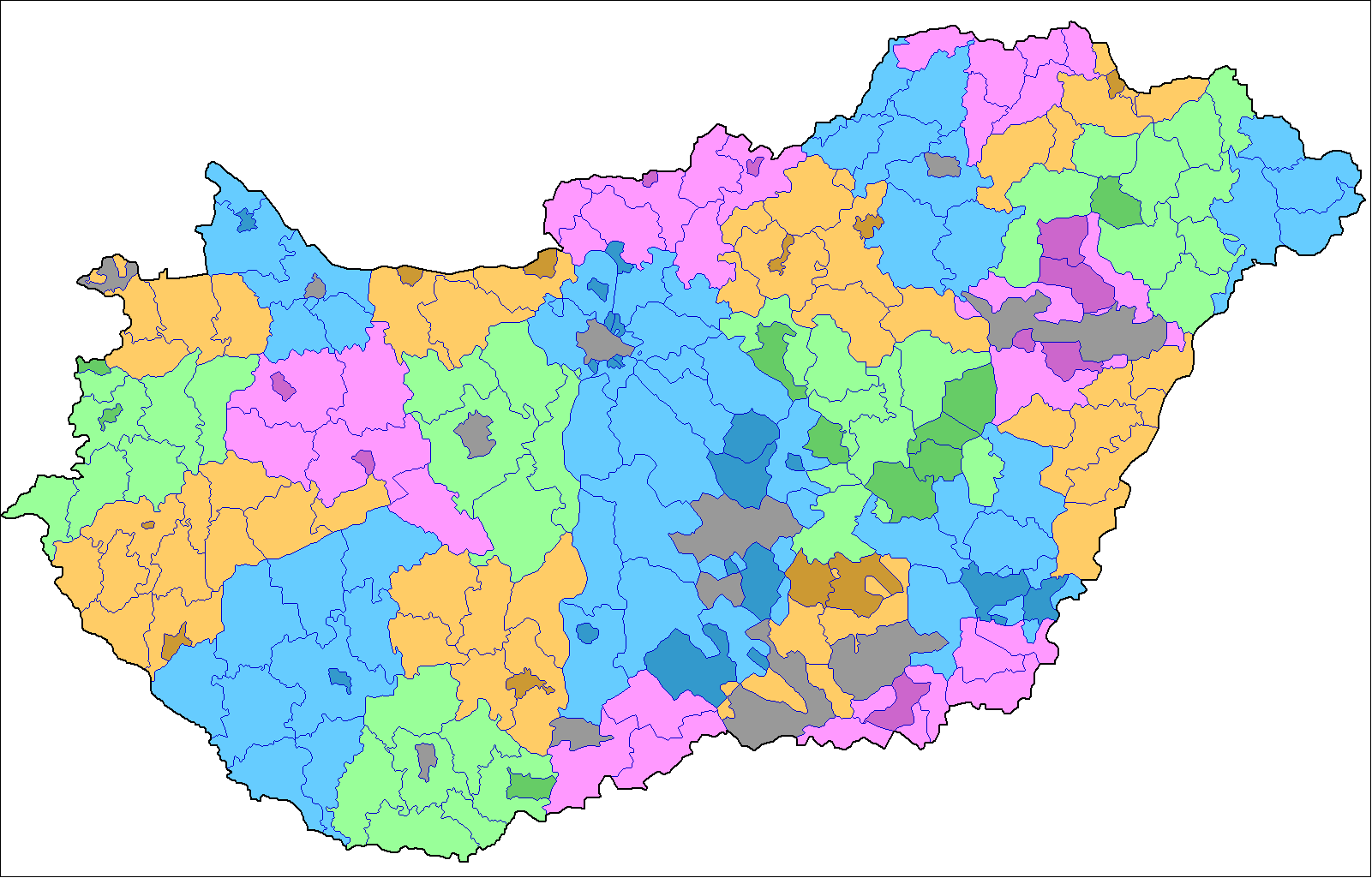
Vármegyék, járások és városok 1936-ban

A trianoni békeszerződés súlyosan érintette a vármegyerendszert is: számos vármegye teljes egészében, számos vármegye pedig részben az utódállamokhoz került. A Magyarországon maradó vármegyék neve ugyan elvileg változatlan maradt, de több esetben új megyeszékhelyről kellett gondoskodni.
1923-ban részleges átszervezésre került sor, melynek során az ország területén maradt legapróbb megyetöredékeket összevonták egymással vagy más megyékkel. Mivel a revíziós törekvések fenntartása miatt az átszervezés ideiglenes jellegét hangsúlyozni kívánták, ezért e lépéseket nem egyesítésnek nevezték, hanem az összevont vármegyék neve után közigazgatásilag egyelőre egyesített (k.e.e.) megjelölés került. Ezen intézkedések eredményeképp Magyarország 25 megyére oszlott, és ez a beosztás 1938-ig állt fenn.
A II. világháború befejezésekor az ideiglenes fegyverszüneti egyezmény visszaállította az 1938 előtti országhatárokat, ezért 1945-ben az Ideiglenes Nemzeti Kormány egyik első rendeletében intézkedett a megyei beosztás ennek megfelelő ideiglenes átszervezéséről. Ekkor lényegében helyreállt az 1938 előtti 25 megyés felosztás, azonban megszűnt a korábbi „k.e.e.” megjelölés, továbbá néhány esetben sor került a megyék nevének egyszerűsítésére és határaik kiigazítására. A párizsi békeszerződéssel ez a beosztás 1947-ben elvesztette ideiglenes jellegét.
Az 1950-es megyerendezés során ismét megyéket vontak össze, további határkiigazításokra került sor és több új megyeszékhelyet állapítottak meg, így jött létre a 19 megyés mai megyerendszer.

## A 2022. évi javaslat avármegyemegnevezés bevezetéséről
Kocsis Máté frakcióvezető 2022. június 21-én előterjesztett javaslatát, amelyben szorgalmazza a vármegye megnevezés hivatalos bevezetését, a következőképp indokolta:
A magyar közigazgatás alapvető területi egységei az államalapítástól kezdődően egészen 1949-ig a vármegyék voltak. A vármegye szó használatát a korábbi magyar alkotmányos és államigazgatási rendszerrel teljesen szakítani kívánó diktatórikus kommunista rendszer szüntette meg. A vármegye szó használatának visszaállítása a mai magyar jogrendbe biztosítja, hogy az ezeréves magyar államiság alkotmányos hagyományai e formában is tovább éljenek. Emellett a vármegye szó használata a nemzeti összetartozás eszméjét, közös történelmi emlékeink megőrzését és egyben a magyar demokrácia nemzeti karakterét is erősíti. A vármegye kifejezés használatával jobban hangsúlyozható, hogy a magyar államszervezés és államszerkezet központi gondolati motívuma a nemzeti szuverenitás és ezen keresztül az európai civilizáció sarokköveinek megvédése.
Ezzel együtt Varga Mihály pénzügyminiszter a főispán megjelölés bevezetésére is külön javaslatot tett, amely szerint az eddigi kormánymegbízott megnevezés főispánra változna.
2022. július 19-én az országgyűlés nagy többséggel megszavazta az Alaptörvény módosítását, amellyel így lehetővé válik a vármegye elnevezés és a főispáni tisztség visszaállítása. Lázár János építésberuházási miniszter, noha korábban ellenezte a megnevezések visszaállítását, a szavazáson mégis támogatta a vármegye név újbóli használatát, ám a főispán titulust továbbra is ellenzi.

### A javaslatról alkotott álláspontok és bírálatok
Lázár János, aki szintén a Fidesz tagja, először még jelezte, hogy nem szavazza meg a javasolt törvénymódosítást. Döntését akképp indokolta, hogy „egy modern, jövőorientált alkotmányban nincs szükség arra, hogy olyan kérdéseket érintsenek benne, amelyek sértik emberek érzékenységét, vagy amelyeknek a XXI. század Magyarországához semmi közük nincs.” Álláspontja később csak annyiban módosult, hogy a vármegye megnevezés visszaállítását igen, a főispán tisztségét továbbra sem támogatja.
A javaslatot az ellenzék legtöbb pártja részéről heves bírálatok érték, míg a Mi Hazánk Mozgalom egyetértett a vármegye szó használatára való áttéréssel, annál is inkább, mert Toroczkai László, a Mi Hazánk frakcióvezető-pártelnöke volt a vármegye szót már 2001-ben, a nevében is a közbeszédbe emelő Hatvannégy Vármegye Ifjúsági Mozgalom alapító elnöke. Kormánypárti oldalról Fürjes Balázs államtitkár a történelmi gyökerekre hivatkozva támogatta a javaslatot, mondván: „A területi közigazgatásnak ez a rendszerre 950 évig élt, a magyar történelmi hagyományok és a magyar történelem szerves része volt, és 70 évig nem létezett.” Hozzátette, hogy az ellenzék ezen javaslat helyességének a megkérdőjelezésével „ezeréves magyar történelmet tagad meg.”
A kormánypárti sajtóban mindenhol a történelmi gyökerekhez való visszatérésként prezentálják a vármegye megnevezés és a főispáni tisztség visszaállítását. Az Alapjogokért Központ szerint a vármegye a magyar szuverenitás szimbóluma, annak eltörlése pedig a kommunista diktatúra azon célját képezte, amely Magyarország önállóságának alkotmányos berendezkedésének felszámolását jelentette. A Magyar Nemzet továbbá hangsúlyozza, hogy a vármegye elnevezés visszaállítása a „múltat eltörölni szándékozó” kommunista korszak végleges lezárását jelentené. A Magyar Nemzet ezt utóbb azzal az érvvel is kiegészítette (valószínűleg az indítványt ellenző ellenzéki pártok némelyikére célozva), hogy 1945 és 1949 között kommunista és szociáldemokrata főispánjai is voltak Magyarországnak.
A vármegye megnevezés visszaállítását ellenzők visszafejlődésként tekintenek a javaslatra, ugyanakkor nem ismert, hogy a kormánypárt részéről miként állnak hozzá a kérdéshez más politikusok és kik értenek egyet Kocsis Mátéval vagy pedig Lázár Jánossal. A Momentum Mozgalom szerint a Fidesz kénye-kedvének megfelelően formálja az alaptörvényt magasztos indokok mögé bújva.
Az országgyűlés 2022. június 28-án tárgyalta az előterjesztést, amelyen az ellenzéki Jobbik részéről Lukács László György megjegyezte, hogy pártja támogatja a vármegye megjelölés visszaállítását, sőt álláspontjuk a kérdésben már 2011 óta változatlan. Azonban a főispán megjelölés visszaállításával nem értenek egyet. Az LMP sincs okvetlenül ellene a vármegye elnevezés bevezetésének, ám szerintük a kormánypárti javaslat nem véletlenül most helyezte újból napirendre a kérdést, ugyanis a jelenlegi súlyos gazdasági és társadalmi problémákról akarja másra terelni a figyelmet. A végszavazáson az ellenzékből úgy a Jobbik, mint az LMP, a többi balliberális pártokkal együtt nem szavazta meg a törvényjavaslatot, a Mi Hazánk viszont támogatta azt.
A Pulzus Kutató által készített felmérés alapján, amely azt boncolgatta miként fogadja a lakosság a vármegye elnevezés bevezetését célzó javaslatot, a megkérdezettek közel 70%-a nem értett egyet a Kocsis Máté által előterjesztett indítvánnyal. Kósa Lajos ezzel szemben úgy véli, hogy idővel a közvélemény is „megbékél” majd a vármegyékkel, mint ahogy a 2013-ban visszaállított járásokkal is.

## Külső hivatkozások
- A vármegyerendszer kialakulása